# 세르히오 아궤로
세르히오 리오넬 아궤로 델 카스티요(스페인어: Sergio Leonel Agüero del Castillo, 1988년 6월 2일~)는 아르헨티나의 은퇴한 축구 선수이다. 2010년대 프리미어리그 최고의 선수로 평가받고 있으며 프리미어 리그 외국인 역대 최다 득점자이다. 2010년대 맨체스터 시티의 전성기를 이끌었으며 유니폼에는 주로 쿤 아궤로(Kun Agüero)라는 이름을 사용했다.
2003년 7월 5일(15세 33일), 아르헨티나 프리메라 디비시온에 데뷔하며 디에고 마라도나가 1976년에 세운 최연소 데뷔 기록을 경신하였다. 아궤로는 2005년과 2007년에 두 대회 연속으로 FIFA U-20 월드컵 우승을 이끌면서 혜성처럼 등장했다. 그리고 2008년 베이징 올림픽에서는 3-0으로 승리한 브라질과의 준결승전에서 2골을 기록하였으며 아르헨티나는 금메달을 획득하였다. 또한 2010년 FIFA 월드컵과 2011년 코파 아메리카 아르헨티나 대표에 소집되었다.

## 클럽 경력
아틀레티코 마드리드에서 아궤로가 이적 시장에 나오자마자 여러 리그팀들은 아궤로를 두고 쟁탈전이 벌어졌으며 인터밀란은 거액의 현금에 보너스로 히카르두 콰레스마를 얹어주기로 했으며 맨체스터 유나이티드 역시 디미터르 베르바토프에 360억원을 얹어준다는 조건을 걸었다. 그러나 아궤로는 2011년 7월 28일에 맨체스터 시티 FC와 계약을 맺었다. 이렇게 된 사유는 다른 선수에 현금을 얹는 방식이 아닌 순수 현금만으로 아궤로의 이적료가 감당이 되는 유일한 구단이 맨체스터 시티였기 때문이였다.

### 맨체스터 시티
2011-2012시즌 아궤로는 맨체스터 시티에서의 팀 적응기간도 없이 바로 많은 득점으로
맨체스터 시티가 44년 만에 우승 하는데에 많은 활약을 해주었다.
2012년 2월 23일, 포르투와의 유로파리그 홈대결에서 경기시작 19초만에 야야 투레의 패스를 이어받아 선제골을 넣었다.
2012년 5월 14일, 2011-2012시즌 마지막 38라운드 퀸즈파크 레인저스와의 홈경기때 모두들 놀라움을 감출수가 없었다. 전후반 90분이 지나고 1-2로 지고 있을무렵, 추가시간에 제코의 두 번째골과 아궤로가 결승 세 번째골을 성공시켰고 결국 우승하였다.

### FC 바르셀로나
2021년 6월 30일을 끝으로 맨체스터 시티와 계약 만료된 세르히오 아궤로는 2021년 5월 31일 FC 바르셀로나와 2년 계약을 체결하고 대표팀 동료 리오넬 메시와 한솥밥을 먹게 될 예정이었지만 메시의 재계약 실패로 물 건너 갔다.
2021년 10월 24일 엘 클라시코 더비에서 바르셀로나 데뷔골을 넣었지만 31일 알라베스와 경기 중 부정맥 문제로 필리피 코치뉴와 교체됐다.
12월 15일 은퇴를 발표했다.

## 국가대표팀 경력
2006년에 아르헨티나 20세 이하 청소년 축구 국가대표팀에 발탁되어, 캐나다에서 열린 2007년 FIFA U-20 월드컵에서 6골을 기록해 대회 득점왕을 차지했다. 이어 2007년에는 아르헨티나 축구 국가대표팀에 발탁되었다.

### 2008년 베이징 올림픽 축구 남자
아궤로는 준결승 브라질전에서 눈부신 활약과 더불어 브라질을 상대로 2골을 넣음으로 인하여 팀을 결승에 진출시켰다. 이 과정에서 리오넬 메시, 앙헬 디 마리아와 좋은 호흡을 보여줬다.

### 2010년 FIFA 월드컵
당시 아르헨티나 축구 국가대표팀 감독이였던 디에고 마라도나가 카를로스 테베스만은 끝까지 활용해보기 위해 마라도나는 아궤로를 테베스의 서브멤버로 격하시켰으며 이로 안하여 아궤로는 테베스의 서브멤버가 되어 제대로 된 활약을 하지는 못했다.

### 코파 아메리카 2011
세르히오 바티스타에 의해 앙헬 디 마리아와 같이 서브멤버로 출전하였던 볼리비아전에서는 자신이 직접 골을 넣음에도 불구하고 팀이 비겼다. 그러나 주전멤버로 출전한 코스타리카 전에서는 앙헬 디 마리아와 힘을 합쳐 3골을 넣고 3-0으로 완승을 거두었다. 하지만 8강에서 만난 우루과이를 상대로 승부차기까지 갔으나 카를로스 테베스 혼자만 실축하는 바람에 팀이 4-5로 패하고 탈락했다.

### 2014년 FIFA 월드컵
2014년 FIFA 월드컵 남아메리카 지역 예선에서는 리오넬 메시, 곤살로 이과인, 앙헬 디 마리아와 같이 아르헨티나 공격의 축을 이루었으며 이 4인방이 골고루 활약을 보였다.

### 2022년 FIFA 월드컵
부정맥 진단을 받은 탓에 엔트리에서 이탈했다. 리오넬 스칼로니 감독 역시 아궤로를 엔트리에 넣고 싶어했지만 이 진단으로 인해 아궤로는 더 이상 축구를 할 수 없는 몸이 되었다. 하지만 스칼로니는 일단 아궤로를 카타르까지 같이 데려갔다. 그리고 아궤로가 아르헨티나 팀 숙소에 언제든지 찾아올 수 있도록 리오넬 메시의 방을 독방으로 지정했다.
2022년 FIFA 월드컵 결승전 하루 전, 스칼로니 감독은 아궤로를 아르헨티나 축구 국가대표팀 코칭스텝에 합류시켰다. 왈테르 사무엘과 같은 신분이 된 것이다. 아르헨티나 축구 국가대표팀이 통산 3회 우승을 차지하자 아궤로는 니콜라스 오타멘디의 유니폼을 입고 그라운드로 나와서 선수들과 함께 우승 세레머니를 했다.

## 경력 통계

### 국가대표 골 기록
| #  | 일자             | 장소                                             | 상대                  | 득점  | 결과  | 대회                         |
| -- | ---------------- | ------------------------------------------------ | --------------------- | ----- | ----- | ---------------------------- |
| 1  | 2007년 11월 17일 | 아르헨티나, 부에노스아이레스, 엘 모누멘탈        | 볼리비아              | 1 - 0 | 3 – 0 | 2010년 월드컵 예선           |
| 2  | 2008년 3월 26일  | 이집트, 카이로, 카이로 국제경기장                | 이집트                | 1 - 0 | 2 – 0 | 친선 경기                    |
| 3  | 2008년 6월 4일   | 미국, 샌디에이고, 퀄컴 경기장                    | 멕시코                | 4 - 1 | 4 – 1 | 친선 경기                    |
| 4  | 2007년 11월 17일 | 중국, 베이징, 베이징 국가체육장                  | 브라질                | 1 - 0 | 3 – 0 | 2008년 하계 올림픽 축구 남자 |
| 5  | 2008년 8월 23일  | 중국, 베이징, 베이징 국가체육장                  | 브라질                | 2 - 0 | 3 – 0 | 2008년 하계 올림픽 축구 남자 |
| 6  | 2008년 9월 6일   | 아르헨티나, 부에노스아이레스, 엘 모누멘탈        | 파라과이              | 1 - 1 | 1 – 1 | 2010년 월드컵 예선           |
| 7  | 2008년 10월 11일 | 아르헨티나, 부에노스아이레스, 엘 모누멘탈        | 우루과이              | 2 - 0 | 2 – 1 | 2010년 월드컵 예선           |
| 8  | 2009년 3월 28일  | 아르헨티나, 부에노스아이레스, 엘 모누멘탈        | 베네수엘라            | 4 - 0 | 4 – 0 | 2010년 월드컵 예선           |
| 9  | 2009년 8월 12일  | 러시아, 모스크바, 로코모티프 스타디움            | 러시아                | 1 - 1 | 3 – 2 | 친선 경기                    |
| 10 | 2010년 5월 24일  | 아르헨티나, 부에노스아이레스, 엘 모누멘탈        | 캐나다                | 5 - 0 | 5 – 0 | 친선 경기                    |
| 11 | 2010년 9월 7일   | 아르헨티나, 부에노스아이레스, 엘 모누멘탈        | 스페인                | 4 - 1 | 4 – 1 | 친선 경기                    |
| 12 | 2011년 1월 20일  | 아르헨티나, 부에노스아이레스, 엘 모누멘탈        | 알바니아              | 3 - 0 | 4 – 0 | 친선 경기                    |
| 13 | 2011년 7월 1일   | 아르헨티나, 코르도바, 코르도바                   | 볼리비아              | 1 - 1 | 1 – 1 | 2011 코파아메리카            |
| 14 | 2011년 7월 11일  | 아르헨티나, 코르도바, 코르도바                   | 코스타리카            | 1 - 0 | 3 – 0 | 2011 코파아메리카            |
| 15 | 2011년 7월 11일  | 아르헨티나, 코르도바, 코르도바                   | 코스타리카            | 2 - 0 | 3 – 0 | 2011 코파아메리카            |
| 16 | 2011년 11월 15일 | 아르헨티나, 부에노스아이레스, 엘 모누멘탈        | 콜롬비아              | 2 - 1 | 2 – 1 | 2014년 월드컵 예선           |
| 17 | 2012년 6월 2일   | 아르헨티나, 부에노스아이레스, 엘 모누멘탈        | 에콰도르              | 1 - 0 | 4 – 0 | 2014년 월드컵 예선           |
| 18 | 2012년 10월 12일 | 말비나스 아르헨티나스 경기장, 멘도사, 아르헨티나 | 우루과이              | 2 - 0 | 3 – 0 | 2014년 월드컵 예선           |
| 19 | 2013년 9월 10일  | 데펜소레스 델 차코 스타디움, 아순시온, 파라과이  | 파라과이              | 2 - 1 | 5 – 2 | 2014년 월드컵 예선           |
| 20 | 2013. 11. 18     | 부시 스타디움, 세인트루이스, 미국                | 보스니아 헤르체고비나 | 1 - 0 | 2 - 0 | 친선 경기                    |
| 21 | 2013. 11. 18     | 부시 스타디움, 세인트루이스, 미국                | 보스니아 헤르체고비나 | 2 - 0 | 2 - 0 | 친선 경기                    |
| 22 | 2014. 9. 3       | 에스프리 아레나, 뒤셀도르프, 독일                | 독일                  | 1 - 0 | 4 – 2 | 친선 경기                    |
| 23 | 2015. 3. 31      | 메트라이프 스타디움, 보스턴, 미국                | 에콰도르              | 1 - 0 | 2 - 1 | 친선 경기                    |
| 24 | 2015. 6. 6       | 산후안 데 비센테나리오, 산후안, 아르헨티나       | 볼리비아              | 2 - 0 | 5 - 0 | 친선 경기                    |
| 25 | 2015. 6. 6       | 산후안 데 비센테나리오, 산후안, 아르헨티나       | 볼리비아              | 3 - 0 | 5 - 0 | 친선 경기                    |
| 26 | 2015. 6. 6       | 산후안 데 비센테나리오, 산후안, 아르헨티나       | 볼리비아              | 4 - 0 | 5 - 0 | 친선 경기                    |
| 27 | 2015. 6. 13      | 라 포르타다, 라 세레나, 칠레                     | 파라과이              | 1 - 0 | 2 - 0 | 2015 코파 아메리카           |
| 28 | 2015. 6. 16      | 라 포르타다, 라 세레나, 칠레                     | 우루과이              | 1 - 0 | 1 - 0 | 2015 코파 아메리카           |
| 29 | 2015. 6. 30      | 에스타디오 무니시팔 데 콘셉시온, 콘셉시온, 칠레  | 파라과이              | 5 - 0 | 6 - 1 | 2015 코파 아메리카           |
| 30 | 2015. 9. 4       | BBVA 컴패스 스타디움, 휴스턴, 미국               | 볼리비아              | 2 - 0 | 7 - 0 | 친선 경기                    |
| 31 | 2015. 9. 4       | BBVA 컴패스 스타디움, 휴스턴, 미국               | 볼리비아              | 4 - 0 | 7 - 0 | 친선 경기                    |
| 32 | 2015. 9. 9       | AT&T 스타디움, 댈러스, 미국                      | 멕시코                | 1 - 2 | 2 - 2 | 친선 경기                    |
| 33 | 2016. 6. 10      | 솔저 필드, 시카고, 미국                          | 파나마                | 5 - 0 | 5 - 0 | 코파 아메리카 센테나리오     |
| 34 | 2017. 11. 11     | 루즈니키 스타디움, 모스크바, 러시아              | 러시아                | 1 - 0 | 1 - 0 | 친선 경기                    |
| 35 | 2017. 11. 14     | 크라스노다르 스타디움, 크라스노다르, 러시아      | 나이지리아            | 2 - 0 | 2 - 4 | 친선 경기                    |
| 36 | 2018. 5. 29      | 라 봄보네라, 부에노스아이레스, 아르헨티나        | 아이티                | 4 - 0 | 4 - 0 | 친선 경기                    |
| 37 | 2018. 6. 16      | 스파르타크 스타디움, 모스크바, 러시아            | 아이슬란드            | 1 - 0 | 1 - 1 | 2018 FIFA 월드컵             |
| 38 | 2018. 6. 30      | 카잔 아레나, 카잔, 러시아                        | 프랑스                | 3 - 4 | 3 - 4 | 2018 FIFA 월드컵             |
| 39 | 2019. 6. 23      | 아레나 두 그레미우, 포르투알레그리, 브라질       | 카타르                | 2 - 0 | 2 - 0 | 2019 코파 아메리카           |
| 40 | 2019. 7. 6       | 아레나 코린치안스, 상파울루, 브라질              | 칠레                  | 1 - 0 | 2 - 1 | 2019 코파 아메리카           |
| 41 | 2019. 11. 18     | 블룸필드 스타디움, 텔아비브, 이스라엘            | 우루과이              | 1 - 1 | 2 - 2 | 친선 경기                    |

## 개인사
그의 전처는 디에고 마라도나의 차녀로 슬하에 아들 하나를 두었으나 2012년에 이혼했다. 아들은 그 어머니인 지아니나 마라도나가 키우게 되었으며 이들은 마드리드에 거주하고 있다. 결혼 생활동안 좋은 관계를 유지하던 마라도나와 아궤로는 이혼 후 마라도나는 공석, 사석을 가리지 않고 아궤로를 비난하는등 둘 사이의 관계 역시 종지부를 찍었다.
이후 아르헨티나 모델 소피아 칼세티와 2019년부터 사귀기 시작했으며 어렸을 때 같은 동네에서 자랐었다. 2023년 9월 결별 후 재결합 하였으며, 슬하에 딸 하나를 두었다.

## 경력 목록
- 2005년 FIFA 세계 청소년 축구 선수권 대회 국가대표
- 2007년 FIFA U-20 월드컵 국가대표
- 2008년 하계 올림픽 축구 국가대표
- 2010년 FIFA 월드컵 국가대표
- 2011년 코파 아메리카 국가대표
- 2014년 FIFA 월드컵 국가대표
- 2015년 코파 아메리카 국가대표
- 코파 아메리카 센테나리오 국가대표
- 2018년 FIFA 월드컵 국가대표
- 2019년 코파 아메리카 국가대표
- 2021년 코파 아메리카 국가대표

## 수상 내역
아틀레티코 마드리드
- UEFA 인터토토컵 : 우승 (2007)
- UEFA 유로파리그 : 우승 (2009-10)
- UEFA 슈퍼컵 : 우승 (2010)

 맨체스터 시티
- 프리미어리그 : 5회 (2011-12, 2013-14, 2017-18,  2018–19, 2020–21[3])
- FA컵: 우승 (2018–19[4])
- 풋볼 리그 컵 : 우승 (2013-14, 2015-16, 2017-18, 2018-19, 2019-20, 2020-21)
- FA 커뮤니티 실드 : 우승 (2012, 2018, 2019)

 아르헨티나
- FIFA U-20 월드컵 : 우승 (2005, 2007)
- 올림픽 축구 : 금메달 (2008)
- FIFA 월드컵 : 준우승 (2014)
- 코파 아메리카 : 2021

개인
- 남아메리카 올해의 팀 : 2005
- FIFA U-20 월드컵 골든볼 : 2007
- FIFA U-20 월드컵 골든슈 : 2007
- 골든 보이 : 2007
- FIFA 올해의 영플레이어 상 : 2007
- 라리가 올해의 남아메리카 선수 : 2007-08
- 월드 사커 올해의 영플레이어 : 2009
- 프리미어리그 득점왕 : 2014-15
- PFA 올해의 팀 : 2017-18, 2018-19
- 프리미어리그 명예의 전당 : 2022
- 프리미어리그 이 달의 선수 7회
- 돈 발롱 어워드 : 2007-08
- FSF 올해의 선수 : 2014

## 같이 보기
- A매치 100경기 이상 출전한 축구 선수 명단